# Zorall Sörolimpia
Magyar rockzenei fesztivál, melyet 2008-ban Megyeren alapítottak. A Zorall Sörolimpia első négy évében Megyeren, majd 2012-től a Balaton partján, Balatonszemesen került megrendezésre. Ugyanebben az évben elnyerte a közönségszavazatoknak köszönhetően az év legjobb fesztiválja díjat a Koncert.hu-n.

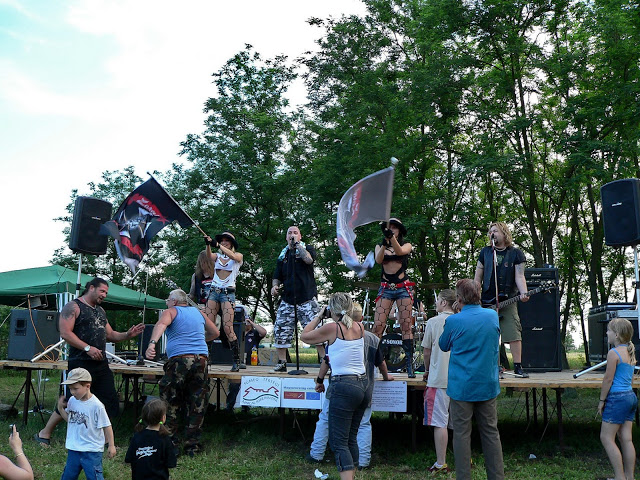
Az első megyeri fellépés

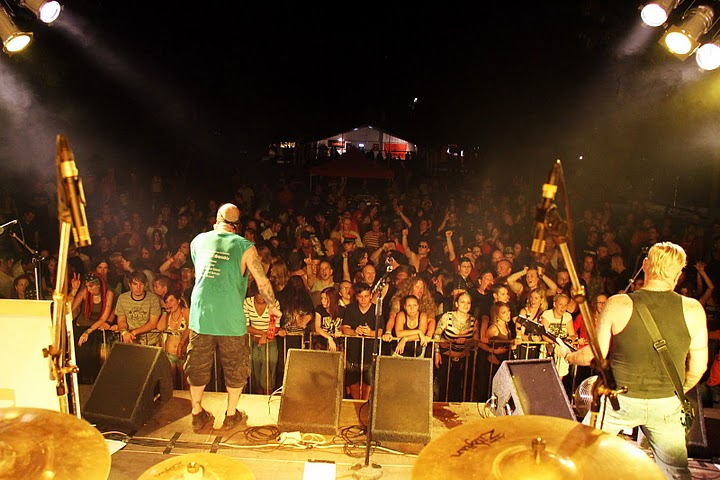
Az utolsó megyeri fellépés

## Kezdetek
A Zorall Sörolimpia alapjait Megyeren a Paprissimo Fesztivál teremtette meg. Magyarország egyik legkisebb települése a térség programjainak színesítése érdekében a kis fesztiváljuk zenei stílusát rockosra hangolta. Az első évtől (2007)a "sztár vendég" a Zorall zenekar volt. A 2008-as nagy sikerű Paprissimo Fesztiválon felbuzdulva, a fesztivál szervezők és a zenekar menedzsmentje megállapodott és létre hozták az első megyeri kempingfesztivált, Zorall Sörolimpia néven.

## Az első négy év
A szervezők alapkoncepciója egy olyan könnyűzenei (rock) fesztivál megteremtése ami a zene szeretete mellett, a közönségnek megmutatni a vidéki élet szépségét és báját. Erre a feladatra tökéletes helyszínnek ígérkezett Megyer. A kezdeti 200-300 fős látogatottság a negyedik évre meghaladta a 3000 főt. Itt forduló ponthoz érkeztek a rendezvény szervezői. Az első három évben ingyenes, majd az utolsó évben jelképes belépő árak nem tették lehetővé, a helyszín infrastrukturális fejlesztését. 2012 februárjában a zenekar vezetése megegyezett egy másik helyszínnel, hogy átviszik a rendezvényt.

## Új helyszín: Balatonszemes, Rider Beach és a Megyer Camp
A Zorall Sörolimpia 2012-ben új helyszínre, a balatonszemesi Rider Beach-re költözött, ahol újult erővel csaphattak a fesztiválszervezésbe, immár infrastrukturális akadályok nélkül. A 2012-es év fesztiválja, szám szerint az 5. Zorall Sörolimpia hatalmas siker volt a magyar tenger partján. A Koncert.hu szavazásán a közönség döntésére az év legjobb fesztiválja díjat kapta meg. Így egyértelműen csak a helyszín változott, a megszokott Zorall-hangulat és persze a remek program 2012-ben is változatlan volt. A zenei kínálat a headliner sávban kimondottan illusztris, hiszen olyan zenekarok koncertjein tombolhattak a táborlakók, mint a Depresszió, a Road, a Kalapács, a Wisdom és természetesen a Zorall.
Több tribute zenekar is fellépett a Sörolimpián, így számítottak a Nickelback, Gun's Roses, Bullet for my Valentine, Ramones és AC/DC rajongókra, hiszen hazai képviselőik már alig várták a találkozást. A Pulzus tehetségkutató három dobogósa is az előadók sorát erősítette a Southern Comfort, illetve a Semi Holsen mellett, több felvidéki magyar zenekar is fellépési lehetőséget kapott. Zenei stílusok terén is széles volt a választék, hiszen a country zenétől kezdve a thrash metalon át egészen az alternatív rock zenéig minden stílus képviseltette magát, így a program szinte minden zenei igényt ki tud elégíteni.
Az V. Zorall Sörolimpia két színpaddal és több mint 60 zenekarral várta látogatóit. Nem maradtak el a már jól megszokott zorallos programok sem, mint a motoros túra, a Bazi Nagy Zorall Lagzi, a Sörolimpiai Csapatjátékok és a kerékpártúra Szaszával. A Megyeren maradt szervezők pedig már abban az évben Megyer Camp Fesztivál néven új fesztivált alapítottak, folytatva a helyi hagyományokat.

## VI. Zorall Sörolimpia, 2013
A Zorall Sörolimpia 2013-ban is 2 színpadon, 60 zenekar társaságában zajlott Balatonszemesen. Ebben az évben először egy külföldi fellépő is érkezett a fesztiválra, a svéd The Embodied zenekar. A szokásos programok mellett kiállítás nyílt a 20 éve tragikusan elhunyt gitáros, Kun Péter emlékére, valamint a Pulzus tehetségkutatót is a helyszínen izgulhatták végig.

## Külső hivatkozások
- Zorall Sörolimpia
- Zorall Sörolimpia a Facebookon
- Megyer Camp Fesztivál